# East Wenatchee
East Wenatchee è una città degli Stati Uniti d'America, situata nello Stato di Washington e in particolare nella contea di Douglas.